# TuS Celle FC
Maillots
Le TuS Celle FC est un club allemand de football localisé à Celle en Basse-Saxe.

## Histoire
En 1945, le club fut dissous par les Alliés, comme tous les clubs et associations allemands (voir Directive n°23).
Le 23 août 1945 fut fondé, le club omnisports appelé TuS Celle.
Dès sa création, le club aligna des équipes compétitives. En 1947, il fut versé dans la Landesliga Niedersachsen Groupe Hannover. La Landesliga Niedersachsen comprit cinq groupes: Braunschweig, Bremen, Hannover, Hildesheim, et Osnabrück.
À partir de 1949, la plus haute ligue régionale prit le nom de Amateuroberliga Niedersachsen (partagée en deux groupes Est et Ouest). Elle était directement inférieure à l’Oberliga Nord, une des cinq ligues de niveau 1 créées en 1947 par la DFB
Le TuS Celle fut versé dans l’Amateuroberliga Niedersachsen, Groupe Ost. Le club en fut vice-champion en 1952, derrière le VfL Wolfsburg. Celle resta dans le Groupe Ost jusqu’en 1962 puis passa dans le Groupe West. En 1963, la ligue devint un niveau 3 à la suite de la création de la Bundesliga et l'instauration des 2. Bundesliga au 2e niveau.
En vue de la saison 1964-1965, Amateuroberliga Niedersachsen fut ramenée à une seule série mais resta une ligue de niveau 3. Lors de la première saison de la ligue unifiée, le TuS Celle termina vice-champion, derrière le Hannover SV 96 II. Trois ans plus tard, le club termina 4e. Mais comme le 3e, le SV Arminia Hannover II était la Réserves de celui évoluant déjà à l’étage au-dessus, le TuS joua le tour final et monta en Regionalliga Nord.
Le TuS Celle évolua cinq saisons en dans la Division 2 de l’époque puis redescendit. Son meilleur classement fut une 10e place obtenue en 1971. Le cercle retourna en Amateuroberliga Niedersachsen. Cette ligue prit le nom de Landesliga Niedersachsen en 1974 en passant au niveau 4 lors de l’instauration de la 2. Bundesliga en tant que Division 2 et de l’Oberliga Nord au niveau 3. En vue du championnat 1979-1980, la ligue fut renommée Verbandsliga Niedersachesen.
Le TuS joua au 4e niveau de la hiérarchie du football allemand, jusqu’en 1985, année de sa relégation vers la Landesliga (niveau 5). Il avait remporté le titre en 1981, mais avait échoué à décrocher la montée lors du tour final.
Le TuS Celle revint en Verbandsliga Niedersachsen en 1989, en remporta le titre l’année suivante et remonta au 3e niveau (Oberliga Nord).
En 1992, la section football devint indépendante alors que le reste du club poursuivit ses activités sous l’appellation de TuS Celle 1992. Le club s’installa dans la première partie du tableau et resta au 3e niveau lorsque celui-ci devint la Regionalliga Nord en 1994. En 1996, le club finit à la troisième place derrière le VfB Oldenburg et le Braunschweiger TSV Eintracht. Lors de la saison 1996-1997, le club évolua sous la dénomination de Celle FC. La saison suivante, il adopta le nom de TuS Celle FC.
À la fin de la saison 1999-2000, le club fit les frais de la restructuration des Regionalligen qui passèrent de 4 à 2. Le TuS Celle FC descendit au niveau 4, en Oberliga Bremen/Niedersachsen (issue de la scission de l’Oberliga Nord en 1994).
Il assura son maintien de justesse en 2001 mais fut relégué au niveau 5 à la fin du championnat suivant.
En vue de la saison 2008-2009, la région Nord restructura ses compétitions. L’Oberliga Nord, qui devenait une ligue de niveau 5, à la suite de la création de la 3. Liga en tant que Division 3, disparut. Au 5e niveau, la région Nord institua cinq Verbandsligen: Verbandsliga Bremen, Verbandsliga Hamburg, Verbandsliga Niedersachsen Ost, Verbandsliga Niedersachsen West et Verbandsliga Schleswig-Holstein
Versé dans la Verbandsliga Niedersachsen Ost, le TuS Celle FC termina 14e sur 18 et descendit dans la Bezirksliga Lünenburg, au 6e niveau de la hiérarchie de la DFB.

## Personnalités
Uli Stein, gardien de but, 6 fois International allemand, il entraîna le TuS Celle en 2000-2001.

## Stade
Le TuS Celle FC évolua au Günther-Volker-Stadion. Durant la Coupe du monde 2006, l’Angola établit ses quartiers à Celle et s’entraîna au Günther-Volker-Stadion. L’équipe africaine y disputa une rencontre amicale contre une sélection de joueurs de la localité (victoire 5-3 pour l’Angola).